# Zama (Tunesië)
Zama was een antieke stad in Noord-Afrika. Vermoedelijk lag de stad in de buurt van Siliana in het noorden van het huidige Tunesië.
De stad is bekend geworden omdat er in 202 v.Chr., tijdens de Tweede Punische Oorlog, de belangrijke Slag bij Zama Regia plaatsvond tussen een Romeins en Carthaags leger. De beroemde Carthaagse generaal Hannibal leed hierbij zijn eerste nederlaag door de overwinning van de Romein Scipio Africanus. De slag betekende ook het einde van de oorlog.
In latere jaren behoorde Zama tot het Numidische Rijk en was het de residentie van koning Juba I, waardoor het Zama Regia (Koninklijk Zama) werd genoemd. In de Romeinse keizertijd hoorde de stad bij de provincie Africa en werd onder keizer Hadrianus een colonia.